# Istiglal狙擊步槍
Istiglal是一款由阿塞拜疆國防工業生產的氣動式半自動反器材步槍，發射14.5×114毫米步枪子彈。其名字「Instiglal」在阿塞拜疆語的意思是「獨立」。

## 發展
Istiglal雖然在2008年研製，但卻在2009年的國際防務展覽交易會才首次公開。其獨特的外型吸引了不少參觀者前來參觀。這款槍常被認為是優秀的狙擊步槍，因為它能有效命中3000米內的人型目標，而且發射14.5×114毫米大口徑槍彈，因此具射程遠及殺傷力大的優點。儘管此槍才推出不久，它已經被土耳其軍隊和巴基斯坦軍隊所採用，而且一些國家包括：以色列、格魯吉亞、白俄羅斯、烏克蘭和俄羅斯已經表示有興趣採購該槍。

## 衍生型
此槍還有一種發射12.7×108毫米口徑步枪子彈的型號，重量為15 公斤。

## 可靠性
Istiglal可以拆成兩件簡單的組件以方便運輸。原廠發言人宣稱，此槍可以在惡劣的天氣和環境下操作如常。

## 使用國
- 巴基斯坦
- 土耳其
- 约旦